# Пруденций Труасский
Пруде́нций (Пруде́нтий) Труа́сский (Труа́ский) (фр. Prudence de Troyes; умер 6 апреля 861, Труа) — католический святой, епископ Труа (843—861).

## Биография
Испанец. Родом из Арагона. При крещении был наречён Гали́нд(о). Покинул Испанию в юности, вероятно, из-за захвата её сарацинами и поселился в империи франков, где получил образование в школе Палатин (латин. Scholae Palatinae).
Служил капелланом у короля франков Людовика I Благочестивого.
В период правления первого короля Западно-Франкского королевства (Франции) Карла II Лысого в 843 году был избран епископом франкского города Труа. Став епископом, он изменил имя Галиндо на Пруденций.
Автор книги ежедневных богослужений. Пруденцию Труасскому приписывают авторство второй части Бертинских анналов (835—861 годы). Его имя упоминается под 861 годом в их третьей части. Кроме того, он занимался редактированием заметок по Библии.
Труды Пруденция Труасского, за исключением стихов, были напечатаны в Patrologia Latina CXV, 971—1458, а его поэмы в Mon. Germ. Poetæ Lat., II, 679 sq.
Участвовал в богословских спорах, в том числе, с Гинкмаром Реймсским.
Центральной церковной властью Пруденций Труасский не включен в число святых, однако в Труа до XX века почитался культ святого Пруденция Труасского.
В Труа его праздник отмечается 6 апреля.